# Nombre harmònic

El nombre harmònic amb (línia vermella) amb el seu límit asimptòtic (línia blava).

En matemàtiques, l'n-èsim nombre harmònic és la suma dels recíprocs dels primers n nombres naturals:
{\displaystyle H_{n}=\sum _{k=1}^{n}{\frac {1}{k}}=1+{\frac {1}{2}}+{\frac {1}{3}}+\cdots +{\frac {1}{n}}.}
Això és el mateix que n vegades l'invers de la mitjana harmònica d'aquests nombres naturals.
Els nombres harmònics s'han estudiat des de l'antiguitat i són importants en moltes branques de la teoria de nombres. A vegades s'anomenen vagament com sèrie harmònica. A més, estan estretament relacionats amb la funció zeta de Riemann i apareixen en l'expression d'algunes funcions especials.

## Representació
La primera representació, en forma integral, la va donar Leonhard Euler:

{\displaystyle H_{n}=\int _{0}^{1}{\frac {1-x^{n}}{1-x}}dx}

Veiem que:

{\displaystyle H_{n+1}=\int _{0}^{1}{\frac {1-x^{n+1}}{1-x}}dx=\int _{0}^{1}(x^{n}+{\frac {1-x^{n}}{1-x}})dx=\int _{0}^{1}x^{n}dx+\int _{0}^{1}{\frac {1-x^{n}}{1-x}}dx}

En resum

{\displaystyle H_{n+1}=H_{n}+{\frac {1}{n+1}}}

La qual cosa ja era evident per la definició en els nombres naturals.